# Saumos
Saumos é uma comuna francesa na região administrativa da Nova Aquitânia, no departamento da Gironda. Estende-se por uma área de 57,67 km². Em 2010 a comuna tinha 534 habitantes (densidade: 9,3 hab./km²).